# Forças armadas de São Cristóvão e Neves
As forças armadas de São Cristóvão e Neves se dividem em grupos: a Força real da polícia de São Cristóvão e Neves e a Força de defesa de São Cristóvão e Neves.